# 逆木圭一郎
逆木圭一郎（日语：逆木 圭一郎，1959年7月1日—），日本演員、配音員。劇團☆新感線所屬。出身於福岡縣太宰府市。身高160cm。B型血。

## 演出

### 電視劇
富士電視台
- 遠山金先生（日语：遠山の金さん）
- 愛上大明星
- 德川綱吉 被稱作狗的男人（日语：徳川綱吉 イヌと呼ばれた男）

日本電視台
- 嗚呼！薔薇色的珍生!!（日语：嗚呼!バラ色の珍生!!）
- 愛情的單程車票（日语：恋の片道切符 (テレビドラマ)）

朝日電視台
- 天氣預報大姊姊（日语：お天気お姉さん (漫画)）

NHK
- 週三劇場·飛男
- 連續電視小說·勇往直前！（日语：走らんか!）
- 連續電視小說·明日香（日语：あすか (テレビドラマ)）

東京電視台
- 米將軍

### 電影
- 菊次郎之夏
- 咲夜妖怪傳（日语：さくや妖怪伝）
- 跋扈妖怪傳～牙吉
- 浪花金融道

### 廣告
- 大發工業「大發工業Cafe Project」
  - Cafe Project 會議篇（2006年4月－，飾演店長／與中塚未乃、松浦和香子、中川愛彩（日语：中川愛彩）、龜村隆廣、加藤亞矢子、須田邦裕（日语：須田邦裕）等人共演）
  - Cafe Project RPG篇（2006年9月－，飾演店長）

### 舞台演出

#### 劇團☆新感線
- 系列
- 素戔嗚尊
- 阿修羅城之眼（日语：阿修羅城の瞳）
- 假名繪本西遊記
- 髑髏城的七人（日语：髑髏城の七人）
- LOST SEVEN
- 直撃！Dragon Lock系列
- 野獸郎晉見！
- 阿弖流為（日语：アテルイ (劇団☆新感線の舞台)）
- 七芒星
- 犬夜叉
- 花之紅天狗
- LET'S GO！忍法帖
- 荒神 ～AraJinn～
- 吉原御免狀

#### 其它公演
- 日本三塊錢劇場（F.W.F.大テント興業）
- 音樂劇·西鶴
- OPPEKEPE（朝日新聞創刊120週年紀念公演）
- （G2 Produce，紀伊國屋男方劇場）
- 熱海殺人事件（松竹，Sunshine劇場）
- （第13回公演，Sunshine劇場）
- {{lang|ja|今ひとたびの修羅（公演，國立中劇場）

### 遊戲
1993年
- 餓狼傳說SPECIAL（唐葫蘆）

1998年
- 格鬥天王'98（草薙柴舟）

1999年
- 武力 ～BURIKI ONE～（日语：武力 〜BURIKI ONE〜）（宋玄道）

2002年
- 格鬥天王2002（草薙柴舟）

2004年
- 格鬥天王NEOWAVE（草薙柴舟）

### 廣播劇CD
- 光之風（日语：風光る (渡辺多恵子の漫画)）（芹澤鴨）

## 外部連結
- （日語）－逆木圭一郎的官方個人部落格。
- 劇團☆新感線OFFICIAL WEB SITE （页面存档备份，存于） （日語）
- 株式會社Cube公式官網的資歷簡介 （页面存档备份，存于） （日語）